# Komarówka (przystanek kolejowy)
Komarówka (biał. Камароўка, ros. Комаровка) – przystanek kolejowy w miejscowości Komarówka, w rejonie brzeskim, w obwodzie brzeskim, na Białorusi.